# Quecksilber(II)-acetat
Quecksilber(II)-acetat ist eine chemische Verbindung, genauer das Quecksilbersalz der Essigsäure mit der Konstitutionsformel Hg(CH3COO)2.

## Gewinnung und Darstellung
Quecksilber(II)-acetat kann durch Reaktion von Essigsäure mit Quecksilber(II)-oxid dargestellt werden.
{\displaystyle \mathrm {HgO+2\ CH_{3}COOH\longrightarrow Hg(CH_{3}COO)_{2}+H_{2}O} }

## Verwendung
Quecksilber(II)-acetat wird als Katalysator und zur Herstellung von organischen Quecksilberverbindungen (z. B. Phenylquecksilber(II)-acetat, 2-Methoxyethylquecksilberchlorid) verwendet. Eine spezielle Form ist die Oxymercurierung-Demercurierung.